# Bento de Abreu

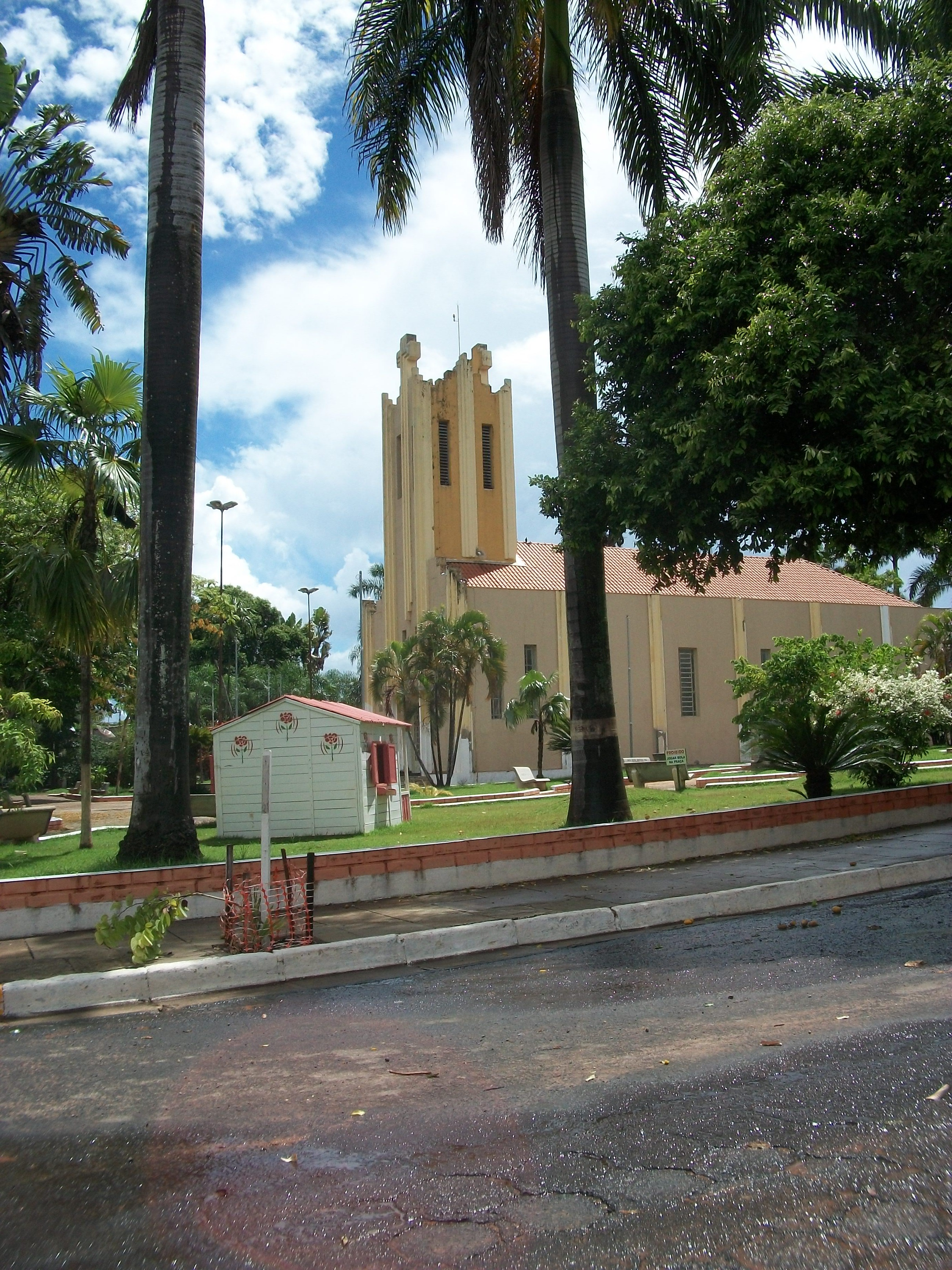

Bento de Abreu este un oraș în São Paulo (SP), Brazilia.